# دوران الأصول
في مجال المالية، دوران الأصول (اختصارا ATO) أو دوران إجمالي/مجموع الأصول هو نسبة مالية تقيس كفاءة استخدام الشركة لأصولها في توليد إيرادات المبيعات أو دخل المبيعات للشركة. يعتبر معدل دوران الأصول نسبة ربحية، وهي مجموعة من النسب المالية التي تقيس مدى كفاءة الشركة في استخدام الأصول.يمكن تقسيم معدل دوران الأصول إلى معدل دوران الأصول الثابتة، والذي يقيس استخدام الشركة لأصولها الثابتة لتوليد الإيرادات، ومعدل دوران رأس المال العامل، والذي يقيس استخدام الشركة لرأس مالها المتداول (الأصول المتداولة مطروحًا منها الخصوم) لتوليد الإيرادات. يمكن استخدام نسب دوران الأصول الإجمالية لحساب أرقام العائد على حقوق المساهمين (ROE) كجزء من تحليل دوبونت.كنسبة مالية ونشاط، وكجزء من تحليل دوبونت، يعد معدل دوران الأصول جزءًا من التحليل الأساسي للشركة.
تميل الشركات ذات هوامش الربح المنخفضة إلى أن يكون لديها معدل دوران أصول مرتفع، في حين أن الشركات ذات هوامش الربح المرتفعة لديها معدل دوران أصول منخفض. تميل الشركات العاملة في قطاع التجزئة إلى تحقيق معدل دوران مرتفع للغاية، ويرجع ذلك أساسًا إلى الأسعار القاسية والتنافسية.